# Amoraim din Babilonia
Amoraim din Babilonia
În perioada Talmudului Babilonia, aflată pe teritoriul Irakului din zilele noastre,  era un centru  
însemnat al învățăturii religioase iudaice in care funcționau două academii sau ieșive principale:ieșiva din Sura, întemeiată de Abba Arika (Rav) și ieșiva din Neharde'a, întemeiată de Shmuel. Pe parcursul anilor, din pricina unor vicisitudini, aceste școli înalte s-au mutat în alte localități. 
Elevii acestor școli iudaice babiloniene au transmis  de la o generație la alta în limba aramaică tradițiile numite ale Torei orale, și în cele din urmă aceste tradiții au fost așternute în scris în ceea ce s-a numit Talmudul babilonian.
Autorii care au contribuit la conținutul Talmudului babilonian s-au numit amoraim. Perioada amoraimilor a început cu Rav și Shmuel, amintiți mai sus, și s-a încheiat cu vremea amoraimilor Ravina si Rav Ashei și cu desăvârșirea scrierii Talmudului.

## Lista amoraimilor mai însemnați din Babilonia
- Prima generație(până în anul 250 sau între 219-257[1] )
  - Rav - sau Abba Arekha (175-247) - unul din discipolii lui Rabi Yehuda Hanassi, redactorul ultimativ al Mishnei, căruia i s-a recunoscut dreptul de a-i contesta pe tanaim  (rav tana ufalig)
  - Shmuel din Nehardea  (180-257)- conducătorul și fondatorul ieșivei din Nehardea, principalul rival al lui Rav în disputele talmudice
  - Rav Shila
  - Rav Kahana (harishon - cel dintâi)
  - Rav Assi, discipol și prieten al lui Rav
  - Mar Ukva,  exilarh
- A doua generație (până prin anul 280 sau 257-320 [2])  
  - Rav Huna (212-297) - conducătorul ieșivei din Sura
  - Rav Yehuda bar Yehezkel , din Pumbedita  (199-299)
  - Rav Hisda  - conducător al ieșivei din Sura
  - Rav Sheshet
  - Rav Nahman bar Yaakov
  - Rabba bar Hana
  - Ula ben Ishmael
- A treia generație (până prin anul 310 sau între 320-359 [3])):
  - Rav Hisda (menționat mai înainte)- conducător al ieșivei din Sura
  - Rava Bar Rav Huna  - conducător al ieșivei din Sura
  - Rav Sheshet  (menționat mai înainte)
  - Rabbi bar Nahmani  sau Rabba (270-330)
  - Rav Yossef Bar Hiya, zis și ”Sinai” (d.333)
  - Rav Zvid Întâiul (Rav Zavid Harishon, 337-385)  la ieșiva din Pumbedita
  - Rabi Zira
  - Abayei (280-338), conducătorul ieșivei Pumbedita
  - Rava (299-359), conducătorul ieșivei din Mehuza
  - Rav Nahman bar Itzhak
  - Rav Papa (d.375)

- A patra generație (până prin anul 340 sau între 375-427 [4]):
  - Abayei (menționat mai dinainte) (180-338), conducătorul ieșivei Pumbedita
  - Rava,(menționat mai dinainte) conducătorul ieșivei din Mehuza
  - Rami Bar Hama
  - Rav Ashi, a reînființat ieșiva din Sura la Meta Mahasia, cartier al orașului Sura
  - Rav Zvid  (menționat mai dinainte, 337-385) la ieșiva din Pumbedita

tot la Pumbedita:
- - Rav Dimi (385-388)
  - Rafram bar Papa (384-394)
  - Rav Kahana  bar Tahlifa (394-411)
  - Mar Zutra (411-414)
  - Rav Aha bar Abba (414-419)
  - Rav Ghevia (419-433)

la Nehardea:
- - Amemar  (390-422)
- A cincea generație (până prin anul 380 sau între 427-468 [5])):

la ieșiva din Sura:
- - Mar Yemar  (434-443)
  - Rav Idi bar Abin  (432-452)
  - Mar bar Rav Ashi (455-468)
  - Rav Aha Midifti

la ieșiva din Pumbedita:
- - Rav Zvid  (menționat mai dinainte)
  - Rav Nahman bar Itzhak , conducătorul ieșivei din Pumbedita
  - Rav Papa
  - Rav Zvid al Doilea (Zavid Hasheni)
  - Rav Kahana din Fum Nahara
  - Rafram al Doilea  (433-443)
  - Rav Rehumayi (443-456)
  - Rav Sama bar Raba (456-471)
- A șasea generație (până prin anul 430 sau între 468-500  [6])):
  - Rav Ashi  (menționat mai dinainte) la ieșiva din Sura
  - Ravina al Doilea (488-499) ultimul amorá din Sura, discipol al lui Raba , la bătrânețe discipol și prieten al lui Rav Ashi, împreună au realizat redactarea aproape finală a Talmudului babilonian
  - Amimar , conducătorul ieșivei din Nehardea
  - Mar Zutra (menționat mai dinainte) - la Pumbedita

- Generațiile a șaptea și a opta  (până prin anul 500):

la ieșiva din Sura: 
- - Mar Bar Rav Ashey
  - Raba din Tospia (468-474)
  - Ravina al Doilea (menționat mai dinainte), conducător al ieșivei Sura și ultimul dintre amoraim

la ieșiva din Pumbedita:
- - Rav Yossi (475-520), ultimul amorá din Pumbedita